# Kilcreggan
Kilcreggan è una località di villeggiatura della costa centro-occidentale della Scozia, facente parte dell'area amministrativa dell'Argyll e Bute e situata nella penisola di Rosneath e lungo l'estuario sul Firth of Clyde del fiume Clyde. Dal punto di vista amministrativo, si tratta di una frazione della parrocchia civile di Rosneath; conta una popolazione di circa 1.300 abitanti.

## Geografia fisica
Il villaggio Kilcreggan si trova nella parte meridionale della penisola di Rosneath ed situato tra il Gare Loch e il Loch Long.

## Storia
Il villaggio di Kilcreggan fu creato nel 1849 assieme al vicino villaggio di Cove dall'ottavo duca di Argyll.

## Monumenti e luoghi d'interesse
Tra i punti d'interesse della località, figura il molo vittoriano, l'unico molo originale in questo stile lungo il fiume Clyde tuttora conservatosi.

## Società

### Evoluzione demografica
Nel 2014, la popolazione stimata di Kilcreggan era pari a circa 1.290 abitanti.
La località ha conosciuto quindi un decremento demografico rispetto al 2011, quando contava 1.309 abitanti e soprattutto rispetto al 2001, quando contava 1.470 abitanti.